# جان دن برابر
جان دن برابر (هلندی: John den Braber؛ زادهٔ ۱۶ سپتامبر ۱۹۷۰) دوچرخه‌سوار اهل هلند است.